# Sông Ea Ko Nho
Sông Ea Ko Nho là một con sông đổ ra Sông Ia Bal. Sông Ea Ko Nho chảy qua các tỉnh Gia Lai và Đắk Lắk, Việt Nam .
Sông có chiều dài 10 km và diện tích lưu vực là 21 km² .